# Marie Eder
Marie Eder (3. Februar 1824 in Kufstein – 13. Juni 1908 ebenda) war eine österreichische Opernsängerin (Sopran).

## Leben
Nach ihrer Ausbildung in Wien war sie als Koloratur- und Soubrettensängerin am Theater an der Wien beschäftigt. Dort kreierte sie am 31. Mai 1846 die „Marie“ in der Uraufführung von Albert Lortzings Oper Der Waffenschmied neben Joseph Staudigl als „Stadinger“. Später war sie am Hofoperntheater Stuttgart tätig.